# Keith O'Brien
Keith Michael Patrick O'Brien (Ballycastle, 17 marzo 1938 – Newcastle upon Tyne, 19 marzo 2018) è stato un cardinale e arcivescovo cattolico britannico.
O'Brien era il capo della Chiesa cattolica in Scozia ed è stato presidente della rispettiva conferenza episcopale per dieci anni. Le dimissioni di O'Brien seguirono la pubblicazione delle accuse secondo le quali si era impegnato in condotta sessuale inappropriata e predatoria con sacerdoti e seminaristi maggiorenni sotto la sua giurisdizione e per abuso del suo potere ecclesiastico. Ufficialmente O'Brien era contrario all'omosessualità, che descriveva come "degrado morale", e un veemente oppositore del matrimonio tra persone dello stesso sesso.
Il 20 marzo 2015, il Vaticano annunciò che, sebbene sarebbe rimasto membro del Collegio cardinalizio, O'Brien non avrebbe esercitato i suoi diritti e doveri come cardinale, in particolare il voto in conclave.

## Biografia

### Primi anni di vita e formazione
Keith Michael Patrick O'Brien nacque a Ballycastle, nella contea di Antrim, Irlanda del Nord, il 17 marzo 1938 da Mark O'Brien e sua moglie, Alice. Aveva un fratello minore, Terry.
Dopo l'istruzione primaria a Ballycastle, la sua famiglia si trasferì in Scozia, dato che suo padre, in servizio nella Royal Navy, era stato trasferito a Faslane. O'Brien inizialmente frequentò la scuola elementare "Santo Stefano" di Dalmuir, prima di continuare gli studi secondari alla St. Patrick's High School di Dumbarton. La sua famiglia in seguito si trasferì a Edimburgo. Lì, completò gli studi secondari alla Holy Cross Academy.
O'Brien studiò poi all'Università di Edimburgo dove conseguì un Bachelor of Science in matematica e chimica nel 1959. Compì gli studi per il sacerdozio al St. Andrew's College di Drygrange, nel Roxburghshire.

### Ministero sacerdotale
Il 3 aprile 1965 fu ordinato presbitero per l'arcidiocesi di Saint Andrews ed Edimburgo nella cattedrale di Nostra Signora dell'Assunzione a Edimburgo dal cardinale Gordon Joseph Gray. In seguito fu vicario cooperatore nella parrocchia della Santa Croce a Edimburgo dal 1965 al 1966. Nel 1966 conseguì un diploma in educazione all'Università di Edimburgo. Tra il 1966 e il 1971 fu impiegato dal consiglio della contea di Fife come insegnante di matematica e scienze, mentre, allo stesso tempo, operava come cappellano della scuola secondaria "San Columba", inizialmente a Cowdenbeath e poi a Dunfermline e come cooperatore nella parrocchia di San Bride a Cowdenbeath. Fu poi parroco della parrocchia di San Patrizio a Kilsyth dal 1972 al 1975, parroco della parrocchia di Santa Maria a Bathgate dal 1975 al 1978, direttore spirituale del Saint Andrew's College di Drygrange dal 1978 al 1980 e rettore del Saint Mary's College, un seminario minore, dal 1980 al 1985.

### Ministero episcopale e cardinalato
Il 30 maggio 1985 papa Giovanni Paolo II lo nominò arcivescovo metropolita di Saint Andrews ed Edimburgo. Ricevette l'ordinazione episcopale il 5 agosto successivo nella cattedrale di Nostra Signora dell'Assunzione a Edimburgo dal cardinale Gordon Joseph Gray, arcivescovo emerito di Saint Andrews ed Edimburgo, coconsacranti l'arcivescovo Bruno Bernard Heim, pro-nunzio apostolico emerito in Gran Bretagna, e l'arcivescovo metropolita di Glasgow Thomas Joseph Winning. Durante la stessa celebrazione prese possesso della diocesi.
Dal 19 settembre 1996 al 3 novembre 1999 fu anche amministratore apostolico di Argyll e delle Isole il cui ordinario, monsignor Roderick Wright, era scappato con una donna.
Il 21 ottobre 2003 papa Giovanni Paolo II lo creò cardinale e gli assegnò il titolo dei Santi Gioacchino e Anna al Tuscolano del quale prese possesso il 14 maggio successivo. Partecipò al conclave del 2005 che elesse papa Benedetto XVI.
Nel 2004 conseguì una laurea honoris causa in giurisprudenza dalla Saint Francis Xavier University di Antigonish, un Doctor of Divinity onorario dall'Università di St. Andrews e un secondo Doctor of Divinity onorario dall'Università di Edimburgo. Nel 2015 ci furono richieste di revoca della laurea dell'Università di St. Andrews a causa dell'ammissione di cattiva condotta sessuale. Il professor Manfredi La Manna scrisse: "Io, per esempio, non riconoscerei come collega qualcuno che ha ammesso di aver abusato della sua posizione di potere per la gratificazione sessuale con i subordinati". L'ateneo decise di non revocare il titolo affermando: "[...] la revoca non può cambiare o migliorare i torti del passato e che, nonostante la ferita e la perdita molto reali causate dalle azioni dell'onorato, non sarebbe altro che un vuoto gesto".
In previsione della visita del papa in Irlanda nel 2010 il cardinale O'Brien e monsignor Vincent Gerard Nichols, arcivescovo di Westminster, affermarono che la crisi che coinvolge Seán Baptist Brady, arcivescovo di Armagh, sul sacerdote Brendan Smyth e altre accuse di abuso nel clero della Chiesa cattolica irlandese non avrebbe dovuto oscurare la visita del pontefice. A O'Brien e Nichols fu chiesto se il papa avrebbe risposto alle accuse mosse contro la Chiesa per abusi sessuali da parte del clero durante la sua visita di quattro giorni, la prima visita papale nel Regno Unito da quella compiuta da papa Giovanni Paolo II nel 1982. O'Brien disse che non lo sapeva. Nichols disse invece che i vescovi inglesi, gallesi e scozzesi avevano regole "robuste" per proteggere i bambini. Gli attivisti delle campagne per le vittime di abusi chiesero in seguito un'indagine sul modo in cui O'Brien aveva affrontato tutte le accuse di abusi mentre era ordinario a causa della sua ammissione di cattiva condotta sessuale. Mario Conti, arcivescovo emerito di Glasgow, disse che tutti i vescovi cattolici scozzesi, tranne O'Brien, avevano cooperato per un'inchiesta indipendente sulla gestione degli abusi sui minori in Scozia tra il 1952 e il 2012 e i cui risultati sarebbero stati pubblicati. L'inchiesta fu ritardata perché O'Brien e solo O'Brien ritirò la cooperazione nel progetto.
Dopo l'improvvisa morte del cardinale Thomas Joseph Winning, nel giugno del 2001, divenne presidente ad interim della Conferenza episcopale di Scozia. Il 13 marzo 2002 fu ufficialmente eletto presidente della medesima, incarico mantenuto fino al 5 novembre 2012. A volte veniva definito "Primate di Scozia", tuttavia questo titolo non è mai esistito ufficialmente. Nella stessa conferenza ricoprì diversi altri incarichi. Fu anche direttore dello Scottish Catholic International Aid Fund (SCIAF).
Partecipò alla II assemblea speciale per l'Europa del Sinodo dei vescovi che ebbe luogo nella Città del Vaticano dal 1° al 23 ottobre 1999 sul tema "Gesù Cristo, vivente nella sua Chiesa, sorgente di speranza per l'Europa".
Fu membro della Pontificio consiglio della pastorale per i migranti e gli itineranti dal 24 novembre 2003, del Pontificio consiglio delle comunicazioni sociali dal 24 novembre 2003 e del comitato di presidenza del Pontificio consiglio per la famiglia dal 30 settembre 2009.
Fu inviato speciale di papa Benedetto XVI alle celebrazioni del centenario della fondazione della chiesa di Long Tower nella città di Derry che ebbero luogo il 9 giugno 2009.
Nel febbraio del 2010 compì la visita ad limina.
O'Brien rassegnò le dimissioni dal governo dell'arcidiocesi di Saint Andrews ed Edimburgo diverse volte nel 2012 in vista del suo 75º compleanno nel marzo del 2013. Il 13 novembre 2012 il pontefice le accettò nunc pro tunc, ovvero finché non avesse trovato un successore.
Il 25 febbraio 2013 papa Benedetto XVI accettò la sua rinuncia al governo pastorale dell'arcidiocesi per raggiunti limiti di età. L'annuncio delle sue dimissioni seguì le accuse partite sul quotidiano The Observer che O'Brien aveva tenuto una condotta sessuale inappropriata con seminaristi maggiorenni e giovani preti. Sempre il 25 febbraio comunicò che non avrebbe esercitato il suo diritto a partecipare al conclave di marzo per eleggere il successore di papa Benedetto XVI per non catturare su di sé l'attenzione dei media. Il papa nominò amministratore apostolico monsignor Philip Tartaglia. Nel marzo del 2013 chiese pubblicamente scusa, ammettendo le sue colpe. A luglio papa Francesco chiamò a succedergli monsignor Leo Cushley, un prete della diocesi di Motherwell.
Nel 2014, a seguito di un'inchiesta vaticana, rilasciò una breve dichiarazione dicendosi "profondamente addolorato" per le sue vittime sessuali.
Il 20 marzo 2015 papa Francesco accettò la sua rinuncia ai diritti e alle prerogative del cardinalato, un evento estremamente raro nella storia della Chiesa. Sebbene sia rimasto un cardinale fino alla sua morte nel 2018, non partecipò più a nessun evento pubblico, religioso o civile.

### Salute, morte e funerale
O'Brien affermò, mentre criticava una proposta di legge parlamentare sull'embriologia nel 2008, che aveva una carta di donatore di organi. Soffrì di problemi cardiaci e venne dotato di un pacemaker dopo aver lamentato vertigini e svenimenti prima della domenica delle palme nel marzo del 2008. Quando annunciò che non avrebbe partecipato al conclave del 2013 disse: "Avvicinatomi all'età di 75 anni e a volte in uno stato di salute insofferente, ho presentato le mie dimissioni da arcivescovo di St. Andrews ed Edimburgo a papa Benedetto XVI alcuni mesi fa".
Nel febbraio del 2018 venne ricoverato con un grave trauma cranico dopo una brusca caduta. Morì al Royal Victoria Hospital di Newcastle upon Tyne all'una del mattino del 19 marzo 2018 due giorni dopo aver compiuto 80 anni. Nella biografia redatta dal Vaticano poco dopo il suo decesso non vi è alcuna menzione dell'inchiesta che fu condotta nei suoi confronti sugli abusi sessuali che avrebbe perpetuato ai danni di due seminaristi e un prete. Le esequie si tennero il 5 aprile nella chiesa di San Michele a Newcastle upon Tyne e furono presiedute dal cardinale Vincent Gerard Nichols. Alle 13 del giorno successivo fu sepolto nella tomba di famiglia nel Mount Vernon Cemetery di Edimburgo.

## Accuse di cattiva condotta sessuale e conseguenze
All'inizio del 2013 emersero le accuse secondo le quali il cardinale O'Brien si era impegnato in attività sessuali inappropriate, a volte predatorie dagli anni '80 al 2003.

### Accuse e ammissione

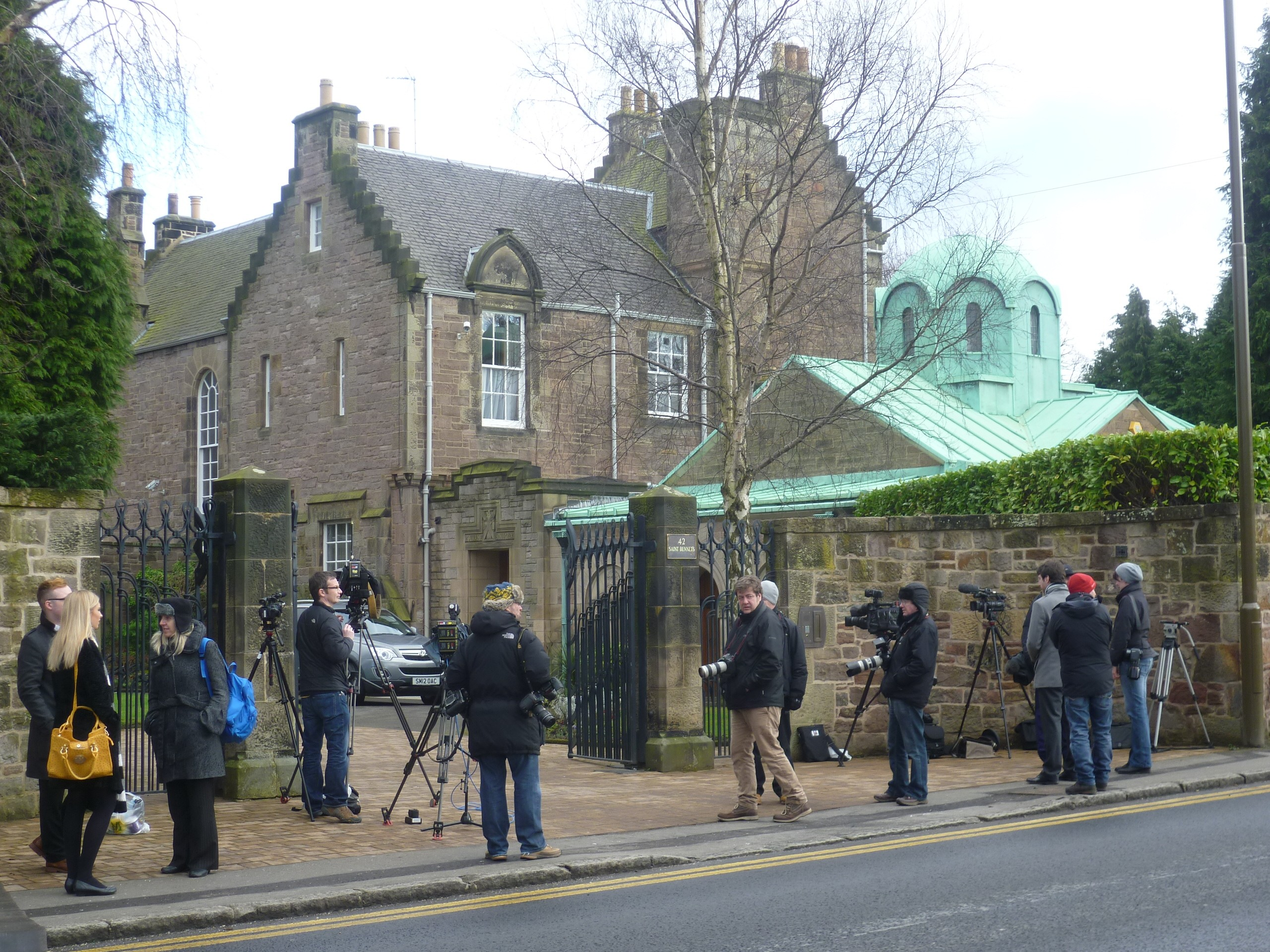
Giornalisti fuori da St. Bennets, la residenza edimburghese di O'Brien, il giorno in cui si dimise.

Il 23 febbraio 2013 The Observer riferì che O'Brien era stato accusato di comportamenti sessuali inappropriati che coinvolgono quattro uomini (tre sacerdoti in servizio e un ex sacerdote) nell'arcidiocesi di Saint Andrews ed Edimburgo, risalenti agli anni '80. L'ex prete lasciò il sacerdozio quando O'Brien divenne vescovo e dichiarò: "Sapevo che avrebbe sempre avuto potere su di me. [...] Sono partito per preservare la mia integrità"." Venne riferito che un denunciante aveva avuto bisogno di consulenza a lungo termine a causa delle azioni di O'Brien.
Uno dei quattro, indicato solo come "Priest C", affermò che il grado di controllo di un superiore rispetto ai sacerdoti subordinati rendeva difficile per lui rifiutare le richieste di O'Brien. "Lui [il vescovo] è sopra un sacerdote, ha un potere immenso su di te: può muoverti, bloccarti, portarti nell'ovile [...] controlla ogni aspetto della tua vita".
Venne presentata al nunzio apostolico nel Regno Unito una denuncia nella quale si richiedevano le dimissioni immediate di O'Brien e ci furono vari tentativi di mettere a tacere almeno un critico.
O'Brien inizialmente contestò le accuse. Secondo la BBC, una fonte interna alla Chiesa disse che O'Brien "non sa chi sono i suoi accusatori e non sa di cosa lo accusano". Il 24 febbraio 2013 non partecipò a un servizio speciale per celebrare gli otto anni di pontificato di papa Benedetto XVI nella cattedrale di Nostra Signora dell'Assunzione a Edimburgo. Fu ampiamente riferito che aveva chiesto un parere legale ed era stato invitato a non partecipare. Il 25 febbraio 2013 vennero accettate le dimissioni precedentemente presentate da O'Brien come arcivescovo. Le stesse ebbero effetto immediato e al suo posto venne nominato un amministratore apostolico temporaneo. O'Brien disse che non avrebbe partecipato al conclave di marzo, sebbene avesse ancora il diritto di farlo. Inoltre non fece ulteriori apparizioni pubbliche fino all'inizio di maggio del 2013.
Il 3 marzo 2013 l'Ufficio scozzese dei media cattolici rilasciò una dichiarazione di O'Brien in cui diceva: "Io [...] ammetto che ci sono state volte in cui la mia condotta sessuale è scesa al di sotto degli standard che mi aspettavo come prete, arcivescovo e cardinale". Disse che intendeva ritirarsi definitivamente dalla vita pubblica della Chiesa. L'arcivescovo Philip Tartaglia, successore temporaneo di O'Brien, disse che "la credibilità e l'autorità morale della Chiesa erano state danneggiate".
Più tardi, nel marzo del 2013, un ex prete annunciò la sua intenzione di denunciare O'Brien, affermando che il presule aveva tentato di baciarlo quando era un seminarista diciannovenne negli anni '80.
O'Brien venne inoltre accusato di aver tentato di molestare un prete nel 2003 a Roma, in un drink party organizzato per celebrare il suo cardinalato. Venne anche affermato che O'Brien aveva avuto una relazione fisica a lungo termine con uno dei denuncianti. Si presume che il cardinale sia rimasto sessualmente attivo almeno fino al 2009.
Il presule affrontò anche l'accusa di aver stabilito una "cultura del clientelismo" all'interno della sua arcidiocesi e che questo lo rendeva meno propenso a sfidare i sacerdoti a cui aveva fatto delle avance.
Nel 2015 il Glasgow Herald riferì che in almeno 40 casi dei giovani chierici erano stati incoraggiati a lasciare che O'Brien ascoltasse le loro confessioni e che l'atto religioso era poi stato usato per governarli sessualmente. Era risaputo che O'Brien era omosessuale ma c'era presumibilmente riluttanza ad accettare le sue azioni come predatore sessuale. Le vittime di abusi sessuali da parte di O'Brien dissero che non si sentivano in grado di lamentarsi perché all'interno della Chiesa il Papa non era stato in grado di disciplinarlo. Dopo la pubblicazione del rapporto McLellan nel 2015, Andrew McLellanha disse che il trattamento della Chiesa verso O'Brien mostrava che il segreto è ancora una "parte importante dell'atmosfera all'interno della Chiesa".

### Risposta ecclesiastica
Il 27 aprile 2013 The Scotsman riferì che il cardinale Marc Ouellet avrebbe diretto un'indagine su O'Brien e che la nomina dei vescovi scozzesi era sospesa fino a quando l'inchiesta non fosse stata completata. Questo contraddisse un altro rapporto che suggeriva che il Vaticano non avrebbe effettuato un'indagine formale o pubblicato alcun rapporto formale perché "la Chiesa non funziona in questo modo". Nessuna decisione era stata ancora presa per declassare o licenziare O'Brien.
O'Brien tornò in Scozia e tentò di stabilirsi nel cottage di proprietà dell'arcidiocesi a Dunbar, nell'East Lothian, in cui aveva progettato di ritirarsi una volta in pensione. Uno dei suoi accusatori, un ex seminarista, dichiarò: "Keith O'Brien sta dando l'impressione di volere un piccolo pensionamento tranquillo e pacifico. La mia esperienza non mi ha lasciato per decenni e, per quanto mi riguarda, questo porta le cose di nuovo a fuoco. Ho un problema con Keith O'Brien e deve essere affrontato". C'erano timori che la visibilità del cardinale avrebbe danneggiato ulteriormente la Chiesa. Il 15 marzo 2013 fu confermato che il Vaticano aveva ordinato a O'Brien di lasciare la Scozia e di ritirarsi a una vita di preghiera e penitenza. Secondo The Washington Post: "La dichiarazione non specificava che la decisione fosse stata imposta a O'Brien dal Vaticano come punizione e in effetti fece di tutto per suggerire che la decisione era O'Brien. In passato tuttavia, diversi sacerdoti ribelli sono stati sanzionati dal Vaticano con punizioni di preghiera e penitenza e la dichiarazione chiarisce che papa Francesco aveva sostenuto la mossa e che la Santa Sede avrebbe deciso il suo futuro destino".
Il 15 maggio 2013 la Santa Sede dichiarò che il cardinale "d'intesa con il Santo Padre, nei prossimi giorni lascerà la Scozia per alcuni mesi di rinnovamento spirituale, preghiera e penitenza. Ogni decisione circa la destinazione futura del cardinale sarà da concordare con la Santa Sede".
I sostenitori di O'Brien si opposero all'esilio dalla Scozia del presule. Il canonico John Creanor minacciò azioni legali per impedire "l'esilio forzato" di O'Brien e disse che aveva una squadra legale pronta. Richard Holloway, già vescovo di Edimburgo della Chiesa episcopale scozzese, affermò che costringere O'Brien all'esilio dalla Scozia violerebbe la legge internazionale. Holloway paragonò l'esilio forzato di O'Brien alla tattica della extraordinary rendition (il trasferimento extragiudiziale) spesso effettuato dalla CIA.
I quattro denuncianti dissero che O'Brien aveva bisogno di consulenza psicologica piuttosto che di preghiera e penitenza. Un sacerdote accusatore disse: "Keith è estremamente manipolativo e ha bisogno di aiuto a causa della sua negazione: se non riceve cure, credo che sia ancora un pericolo per se stesso e per gli altri". I quattro accusatori credevano che ci fosse una cortina fumogena, con tutta la storia non raccontata, e volevano un'indagine per rivelare la portata delle azioni di O'Brien.
Durante lo scandalo, la Chiesa cattolica in Scozia non agì. A luglio del 2013 O'Brien era ancora il cattolico più importante della Gran Bretagna. Secondo il direttore delle comunicazioni dell'ufficio stampa cattolico (che era in gran parte non disponibile per un commento ufficiale), Peter Kearney, solo Roma poteva gestire l'affare O'Brien, nessun ecclesiastico in Scozia aveva infatti l'autorità di sfidare un cardinale.
Secondo Catherine Deveney che scrive in The Observer, l'arcivescovo Philip Tartaglia, dopo le dimissioni di O'Brien non riuscì ad affrontare la questione e dietro le quinte "gli addetti alle chiese" erano critici. Uno le avrebbe detto che "è completamente privo di qualità di leadership". Kearney disse sempre a The Observer che non ci sarebbe stata alcuna indagine scozzese perché il nunzio non aveva giustamente identificato i denuncianti. A quanto pare Kearney non sapeva che monsignor Joseph Toal, vescovo di Argyll e delle Isole, aveva ricevuto un nome e chiesto di fungere da punto di contatto.
Deveney disse che questo problema non riguardava più il fallimento personale ma il fallimento del sistema e riferì che il teologo Werner Jeanrond aveva dichiarato: "Come Chiesa, non siamo riusciti a fare i conti con l'omosessualità: il più alto rappresentante clericale della Chiesa è lui stesso vittima del sistema che non gli ha permesso di possedere la sua omosessualità". Aggiunse che ci sono molti altri scandali che coinvolgono il clero scozzese, incluso almeno un vescovo; i misfatti includono la cattiva condotta sessuale, l'alcolismo, i profitti per coprire gli scandali e gli abusi gravi, e dice che "O'Brien sa dove si trovano i corpi e la gerarchia sa che lo sa". Disse anche che questo problema non riguardava solo il clero scozzese, ma che era mondiale.
Nel luglio del 2013 O'Brien venne segnalato per il trovarsi in un monastero in Europa o in un'abbazia nelle Midlands inglesi. Nel novembre del 2013 emerse un rapporto secondo cui O'Brien non avrebbe dovuto subire ulteriori punizioni, il che deluse le presunte vittime.

### Visita apostolica
Dopo alcuni ritardi, il 23 giugno 2013 The Observer riferì che il Vaticano aveva deciso di tenere una visita apostolica. Si tratta di un'ispezione formale di alto livello sulla faccenda in cui il visitatore apostolico riceve l'autorità direttamente dal papa. In questo caso il visitatore sarebbe stato l'arcivescovo di Saint Andrews ed Edimburgo, che all'epoca non era ancora stato nominato. Il nunzio apostolico Antonio Mennini riferì a uno dei denuncianti, un ex prete noto come "Lenny", della decisione. Chiunque fosse interessato sarebbe così stato in grado di fornire prove. Se si fossero raccolte un numero sufficiente di prove, a Roma si sarebbe tenuto un processo canonico. Lenny fu sollevato dal fatto che i fatti sarebbero stati finalmente esaminati, ma disse che la visita doveva anche esaminare "se qualche promozione fosse stata assegnata ai compari del cardinale".
Secondo l'articolo, alcuni esponenti di spicco a Roma affermarono che la visita avrebbe riguardato anche le accuse più generali di mancanze morali nella Chiesa scozzese. Ci fu una critica riguardo allo scegliere il futuro arcivescovo di Saint Andrews ed Edimburgo. Tom Doyle, un avvocato canonico che aveva lavorato alla nunziatura a Washington e che in seguito aveva rappresentato vittime di abusi in tutto il mondo, disse che il punto era che qualcuno dall'esterno indagasse, e che la scelta del successore di O'Brien avrebbe reso la Chiesa "come pazza". Doyle disse che trattare un caso precedente, il diffuso abuso di minori in Irlanda, con una visita apostolica fu una "farsa totale" e che solo indagini totalmente indipendenti avevano fatto emergere una verità significativa in casi simili, come con le giurie (non ecclesiastiche) negli Stati Uniti d'America e le commissioni statutarie governative in Irlanda.
I denuncianti negoziarono con monsignor Leo Cushley, il nuovo arcivescovo, ma fecero appello anche a papa Francesco. Volevano un'indagine sul modo in cui era governata la diocesi, sulle modalità della nomina di O'Brien, sulla nomina di collaboratori stretti a posizioni di potere e sull'entità del comportamento predatorio di O'Brien. Monsignor Cushley promise di consegnare le richieste personalmente ma scoraggiò la discussione pubblica del caso. Un processo canonico contro O'Brien continuò a rimanere possibile ma improbabile. "Lenny" affermò che le finanze dell'arcidiocesi sotto O'Brien sarebbero dovute essere investigate internamente per scoprire se ci fossero delle irregolarità. Se questo non fosse stato fatto, avrebbe coinvolto l'ente di beneficenza. Sosteneva inoltre che O'Brien avesse comprato un jet ski, un tipo di moto d'acqua, per un amico e che la fonte del denaro non era chiara. La Chiesa non confermò né negò questo.
A gennaio del 2014 O'Brien prese residenza, inizialmente in incognito, in una casa fornita dalla Chiesa cattolica nel villaggio di Ellington, nel Northumberland, cinquanta miglia a sud del confine scozzese. O'Brien in seguito si trasferì in una casa delle Piccole sorelle dei poveri a Newcastle upon Tyne.
Monsignor Charles Scicluna iniziò a indagare su O'Brien nell'aprile del 2014. Un'indagine di quel tipo su un cardinale non aveva precedenti. Si temeva però che il rapporto, definito "abbastanza caldo da bruciare la vernice dalla scrivania del papa", rimanesse riservato.
Dopo la visita apostolica di monsignor Scicluna, il 20 marzo 2015, la Santa Sede annunciò che papa Francesco "ai diritti e alle prerogative del cardinalato previsti dai canoni 349, 353 e 356 del Codice di diritto canonico. Perse così il diritto di partecipare a un eventuale conclave, ai concistori e ad ogni riunione riservata al Sacro Collegio. Mantenne però il titolo cardinalizio, "di fatto ridotto a un titolo meramente onorifico". Non avrebbe più partecipato ai lavori dei dicasteri della Curia romana. L'ultimo cardinale che si dimise prima di O'Brien fu il francese Louis Billot nel 1927, sotto il pontificato di papa Pio XI, nel cui caso si trattò, però, di una rinuncia alla dignità cardinalizia e non solo alle sue prerogative. Una dichiarazione emessa dalla Conferenza episcopale di Scozia confermò che O'Brien avrebbe continuato a vivere fuori dalla Scozia fino al momento in cui la sua età e infermità non avessero richiesto che la situazione fosse rivista. Gli fu permesso di indossare le vesti cardinalizie solo in privato. Il giornalista David Gibson scrisse che: "Questi sviluppi, [il rapporto inedito di Scicluna, la casa acquistata per O'Brien e che O'Brien non era stato punito ufficialmente] in aggiunta al fatto che O'Brien possa mantenere il titolo di cardinale [...] potrebbe anche tenere la questione sul punto di ebollizione invece di raffreddarla". Lo storico ecclesiastico Christopher Bellitto disse: "Ciò che è strano, specialmente in questo papato, è che O'Brien perde il potere, ma non lo sfarzo, [...] un cappello rosso è ancora un cappello rosso, anche se non c'è niente sotto". Una situazione simile si verificò anche quando il defunto cardinale austriaco Hans Hermann Groër venne accusato di molteplici abusi sessuali. In quel caso fu chiesto a papa Giovanni Paolo II di privarlo dei suoi diritti e doveri di arcivescovo e cardinale. Non fu preso alcun provvedimento e il cardinale negò le accuse fino alla sua morte.
La Survivors Network of those Abused by Priests si disse preoccupata che la trasparenza promessa da papa Francesco fosse assente e che le azioni sbagliate o abusive del cardinale fossero tenute segrete. Vi fu inoltre preoccupazione che altri ecclesiastici non abbiano rivelato l'abuso di O'Brien che avrebbero ragionevolmente dovuto sapere o sospettare. Diversi vescovi accusati di abusi si erano dimessi in passato, ma l'azione contro i preti complici e i vescovi che nascondono gli abusi sarebbe un'innovazione utile perché contribuirebbe a prevenire ulteriori abusi e occultamenti.

## Opinioni
Il cardinale O'Brien era spesso schietto nelle sue opinioni politiche e spirituali. Nel 1999, in occasione del Sinodo dei vescovi sull'Europa, dichiarò chi egli riteneva opportuno che ad essere il successivo arcivescovo di Westminster, sede vacante dopo la morte del cardinale Basil Hume. Secondo lui il candidato ideale era padre Timothy Radcliffe, maestro generale dell'Ordine dei frati predicatori. Al sinodo, Radcliffe aveva fatto un appello a O'Brien, dicendo che c'era una crisi di autorità nella Chiesa ma che la risposta non poteva essere più enfasi dell'autorità. Alla presenza del pontefice Radcliffe continuò: "La Chiesa non deve parlare solo sui poveri, i divorziati, le donne che hanno abortito, gli omosessuali ma dovrebbe anche prendere a cuore le loro esperienze, mangiare il loro pane, prendere ciò che avevano da offrire. Ci daranno la colpa di essere associati alle persone sbagliate, ma abbiamo un buon precedente".

### Secolarismo
Nel 2011 criticò il "secolarismo aggressivo" denunciando quello che sosteneva essere un modo in cui ai cristiani era stato impedito di agire secondo le loro credenze. O'Brien disse che il secolarismo aggressivo minaccia l'eredità cristiana e che voleva che la religione rimanesse nella sfera pubblica. In particolare la legislazione che obbligava i cristiani a tollerare l'omosessualità era un tipo di laicismo a cui O'Brien si opponeva e invitò i cristiani di tutte le denominazioni a unirsi nella lotta al secolarismo.
Riferendosi alla legislazione sull'uguaglianza che impedisce la discriminazione nei confronti degli omosessuali, O'Brien disse che i cristiani si trovano di fronte alla condizione di essere marginalizzati nella società britannica perché non sono disposti a sostenere pubblicamente stili di vita contrari al loro sistema di credenze.
La sua omelia in occasione della Pasqua del 2011 includeva casi in cui i cristiani erano caduti in fallo con la legislazione sull'uguaglianza, prevenendo la discriminazione contro gli omosessuali e rapidamente aprì il fuoco sui gruppi che si battevano contro i privilegi religiosi nella vita pubblica. Evan Harris, della National Secular Society e della British Humanist Association, definì le dichiarazioni di O'Brien "paranoiche e ingiustificate".

### Omosessualità
Prima di diventare cardinale, O'Brien era considerato un "liberale" sulla questione dell'omosessualità, notando il numero significativo di sacerdoti omosessuali che prestavano servizio all'interno della Chiesa cattolica. Tuttavia, nel dicembre del 2004 disse ai membri del Parlamento scozzese che gli omosessuali erano "prigionieri di aberrazioni sessuali", paragonando gli omosessuali ai prigionieri nel carcere di Saughton. In seguito parlò dell'omosessualità come a un "degrado morale". Tuttavia nel 2005 rimproverò il vescovo di Motherwell Joseph Devine, che aveva suggerito che gli omosessuali non dovessero essere autorizzati a insegnare nelle scuole cattoliche, commentando: "Non ho alcun problema con la vita personale di una persona, purché non ostenti la sua sessualità".
Nel gennaio del 2006 criticò i parlamentari di Westminster per l'introduzione dei partenariati civili nel Regno Unito e quelli del Parlamento scozzese per la liberalizzazione delle leggi sul divorzio in Scozia. Nel luglio del 2006 si oppose alle proposte di modifica della legge che richiede alle agenzie di adozione cattoliche di collocare bambini a coppie sia eterosessuali che omosessuali, definendoli totalitari.
Nel dicembre del 2011, O'Brien ribadì la continua opposizione della Chiesa cattolica alle unioni civili e suggerì che non dovrebbero esserci leggi che "facilitino" le relazioni omosessuali, dicendo che: "L'evidenza empirica è chiara, le relazioni omosessuali sono palesemente dannose per il benessere medico, emotivo e spirituale delle persone coinvolte, nessuna società compassionevole dovrebbe mai emanare leggi per facilitare o promuovere tali relazioni, abbiamo fallito coloro che lottano con lo stesso sesso attrazione e società in generale con le nostre azioni".
Nel 2012 il cardinale O'Brien criticò sul Daily Telegraph la proposta del governo di introdurre il matrimonio tra persone dello stesso sesso, dicendo che era "folle" e che avrebbe "ridefinito la società dal momento che l'istituzione del matrimonio è uno dei fondamenti della società e quindi sarebbe una vergogna per il Regno Unito". La deputata conservatrice Margot James, considerato una delle donne lesbiche più influenti nel 2009, definì questi commenti "allarmisti" e disse: "Penso che sia un modo assolutamente inaccettabile per un prelato di parlare così. Il governo non sta cercando di costringere le chiese cattoliche a celebrare matrimoni gay, è una questione puramente civile". Il vicecapo del Partito Laburista, Harriet Harman affermò: "Abbiamo avuto pregiudizi, discriminazioni e omofobia per centinaia di anni, ma non è giusto [...]. Non voglio che nessuno senta che questa è una licenza per sferrare pregiudizi". Il giornalista Dan Hodges scrisse: "Non riesco a ricordare l'ultima volta che ho letto una dichiarazione più moralmente e intellettualmente da bancarotta da parte di un anziano membro del clero".
L'associazione a favore dei diritti LGBT "Stonewall" nel 2012 assegnò al cardinale O'Brien il premio "Bigot of the Year". Il premio venne criticato dal Primo ministro della Scozia Alex Salmond come "chiaramente sbagliato e non favorevole a un dibattito adeguato e dignitoso sull'importante questione dell'eguaglianza in Scozia".

### Celibato ecclesiastico
Il 22 febbraio 2013 in un'intervista alla BBC, O'Brien dichiarò di essere aperto alla possibilità di rimuovere il requisito del celibato ecclesiastico.

### Ricerca sull'aborto e sugli embrioni
Nel maggio del 2007 esortò i cattolici romani a respingere i candidati politici che sostengono quello che lui chiama il "male sociale" dell'aborto e affermò che tali politici cattolici non dovrebbero aspettarsi di rimanere membri a pieno titolo della Chiesa.
Nel marzo del 2008, O'Brien evidenziò la questione della legge sulla fecondazione umana e l'embriologia in discussione in Parlamento, denunciando il governo per un "mostruoso attacco ai diritti umani" attraverso il suo sostegno "malvagio" agli esperimenti di "Frankenstein". Alcuni scienziati avevano suggerito di usare intenzionalmente un linguaggio infiammatorio per suscitare opposizione al disegno di legge. Altri sostennero che stava attaccando la morale e costretto il governo a permettere ai parlamentari di votare liberamente sulla questione. Gordon Brown aveva inizialmente imposto una frusta su tre linee ai deputati laburisti, nel senso che dovevano sostenere il disegno di legge, indipendentemente dalle convinzioni personali.
Lo stesso O'Brien in una registrazione video di cinque minuti ribadì le "molte, molte preoccupazioni" della Chiesa cattolica riguardo al disegno di legge che doveva essere votato in Parlamento. Il video fu pubblicato su YouTube e inviato come DVD a tutti i membri del Parlamento del Regno Unito. Nel video chiarì che non era contrario alla ricerca medica e sostenne la ricerca con cellule staminali non embrionali ma si oppose all'uso di embrioni che sarebbero stati successivamente distrutti. Espresse le preoccupazioni della Chiesa su "ibridi uomo-animale".

### Politica britannica
Nel febbraio del 2010 il Segretario di Stato per la Scozia Jim Murphy dichiarò alla Camera dei comuni che la fede era "alle fondamenta del Partito Laburista" e incoraggiò l'apertura alla religione nella vita pubblica. O'Brien rispose dicendo "di accogliere il sentimento" ma sottolineò che "un esempio tangibile del governo nell'ultimo decennio che ha riconosciuto o approvato i valori religiosi sarebbe stato accolto favorevolmente, ma abbiamo assistito a questo governo intraprendere un'azione sistematica e un attacco implacabile ai valori della famiglia". O'Brien disse al capo del Partito Laburista Scozzese Iain Gray: "Spero che [Papa Benedetto XVI] ti dia l'inferno [durante la sua visita di settembre 2010] per quello che è successo negli ultimi dieci anni".
Nel marzo del 2011 O'Brien definì la politica estera britannica "anticristiana" per un rilevante aumento di aiuti economici al Pakistan senza richiedere alcun impegno da parte del governo di quel paese a favore della libertà religiosa per i cristiani e le altre minoranze. Fece questa dichiarazione sulla scia dell'assassinio del ministro pakistano Shahbaz Bhatti che aveva parlato contro la legge sulla blasfemia in vigore nel paese.

### Monarchia britannica
O'Brien chiese l'abolizione dell'Act of Settlement del 1701 che, tra le altre cose, proibisce ai cattolici di salire sul trono del Regno Unito. Disse che quella legge stava ostacolando gli sforzi per frenare il settarismo. Il Primo ministro David Cameron disse che "in linea di principio" sosteneva una riforma della legge sulla successione reale per rimuovere il divieto ai cattolici, o alle persone sposate con cattolici, di salire al trono.

### Indipendenza scozzese
In un'intervista con il filosofo dell'Università di St. Andrews John Haldane, pubblicato sul Catholic Herald nell'ottobre del 2006, O'Brien dichiarò che sarebbe "felice" se gli scozzesi votassero per l'indipendenza e predissero che l'indipendenza sarebbe arrivata "prima di troppo a lungo". Tracciò parallelismi con l'indipendenza della Chiesa cattolica in Scozia: "È difficile sostenere che l'indipendenza ecclesiastica sia accettabile, ma l'indipendenza politica non lo è".

### Povertà
Nel 2011 in un'omelia parlando della povertà disse questo:

## Genealogia episcopale e successione apostolica
La genealogia episcopale è:
- Cardinale Scipione Rebiba
- Cardinale Giulio Antonio Santori
- Cardinale Girolamo Bernerio, O.P.
- Arcivescovo Galeazzo Sanvitale
- Cardinale Ludovico Ludovisi
- Cardinale Luigi Caetani
- Cardinale Ulderico Carpegna
- Cardinale Paluzzo Paluzzi Altieri degli Albertoni
- Papa Benedetto XIII
- Papa Benedetto XIV
- Papa Clemente XIII
- Cardinale Marcantonio Colonna
- Cardinale Giacinto Sigismondo Gerdil, B.
- Cardinale Giulio Maria della Somaglia
- Cardinale Carlo Odescalchi, S.I.
- Cardinale Costantino Patrizi Naro
- Cardinale Lucido Maria Parocchi
- Papa Pio X
- Cardinale Gaetano De Lai
- Cardinale Raffaele Carlo Rossi, O.C.D.
- Cardinale William Godfrey
- Cardinale Gordon Joseph Gray
- Cardinale Keith Michael Patrick O'Brien

La successione apostolica è:
- Vescovo Kevin Lawrence Rafferty (1990)
- Vescovo Ian Murray (1999)
- Vescovo John Cunningham (2004)
- Vescovo Joseph Anthony Toal (2008)
- Vescovo Malachy John Goltok (2011)
- Vescovo Hugh (Edward) Gilbert, O.S.B. (2011)
- Vescovo Stephen Robson (2012)